# Stibadium curiosum
Stibadium curiosum är en fjärilsart som beskrevs av Berthold Neumoegen 1883. Stibadium curiosum ingår i släktet Stibadium och familjen nattflyn. Inga underarter finns listade i Catalogue of Life.